# Пойзер, Джеймс
Джеймс Пойзер (англ. James Poyser) — автор песен, музыкальный продюсер и клавишник из Филадельфии, обладатель премии Грэмми. Известен своим R&B, Хип-хоп, госпел и поп-звучанием. Он писал для многих музыкантов, таких как: Erykah Badu, Lauryn Hill, Common, The Roots, Jill Scott, Anthony Hamilton, D'Angelo, Mariah Carey, Musiq Soulchild, Keyshia Cole, Vivian Green, Эл Грин, Talib Kweli, Queen Latifah, Raven-Symone, Tye Tribbett, Marvin Sapp, Mýa, Nikka Costa и Ruben Studdard.

## Карьера
Как клавишник он ездил по турам и выступал вместе с Jazzy Jeff and the Fresh Prince, D'Angelo, Jay-Z, The Roots, Erykah Badu, Queen Latifah, Aretha Franklin и др. Также он принимал участие в альбомах Roy Hargrove, Joss Stone, Ziggy Marley, Macy Gray и Femi Kuti.
Пойзнер получил премию Грэмми за Лучшую R&B Песню в 2003 году как соавтор «Love Of My Life (An Ode To Hip Hop)» (Erykah Badu + Common), также был номинирован на эту же номинацию в 2004 за «Danger» (Erykah Badu) и в 2005 за «Mine Again»(Mariah Carey). Он также участвует в фильме «Totally Awesome» и аккомпанирует на клавишных в концертных фильмах «Jay-Z’s Fade To Black» и «Dave Chappelle's Block Party». Его песни звучат в фильмах «Brown Sugar», «The Fighting Temptations», «Baby Boy», «For One Night» и «The Wash».
Джеймс Пойзнер участник Soulquarians, Edith Funker и The Randy Watson Experience.